# Tom Paris
Thomas Eugene Paris a Star Trek: Voyager című amerikai tudományos-fantasztikus televíziós sorozat egyik szereplője. A USS Voyager űrhajó kormányosa. Robert Duncan McNeill alakítja.

## Áttekintés
Thomas Eugene Paris ("Tom Paris") Owen Paris admirális fia, akinek családjából sokan szolgáltak a Csillagflotta kötelékében. Apjának természetes volt, hogy fia is elvégezze a Csillagflotta Akadémiát, bár az ifjú Paris magatartásával sok probléma adódott, így számára nehezen teltek ezek az évek. 
Az egyik gyakorlaton, melyet a Caldik-1 körzetében tartottak, olyan felelőtlenül kormányzott, hogy három társa halálát okozta. Meghamisította a szerencsétlenség okairól készített jelentéseket, de később bevallotta bűnét, ami miatt kirúgták a Csillagflottától, és ez mély szakadékot okozott apjával való kapcsolatában. Civilként San Franciscóból elköltözött Marseille-be, ahol a Chez Sandrine nevű kocsmában ivott és játszott. Itt szervezte be Chakotay a Maquisba, ahol szintén nem volt túl sikeres, mert rögtön az első bevetésén elfogták és az aucklandi Rehabilitációs Telepre szállították.
Kathryn Janeway, a USS Voyager kapitánya hozta ki őt a Telepről, mivel úgy gondolta, hogy hasznos információkat tudhat Chakotay tevékenységéről, illetve a Vadvidékről. A maquis hajó keresése közben azonban a Voyagert is elragadja a Gondviselő nevű élőlény és a Delta kvadránsba kerülnek, 70.000 fényévnyi távolságra a Földtől. Miután a két hajó legénysége egyesült, Paris hadnagyi rangot kapott, valamint a Voyager főkormányosává lépett elő. Hamarosan megszilárdítja helyét a hajón, megbecsülést szerez és szoros barátságot sikerül kialakítania Kim zászlóssal is. Kes távozása után plusz szolgálatot vállal a gyengélkedőn is.
A hazafele tartó viszontagságos úton segít lebuktatni a kazonok egyik kémjét, és megmenteni a hajót. Egyszer azonban lefokozzák az Elsődleges irányelv megszegéséért, amikor egy víz alatti kolóniának próbál meg segíteni, de szorgalmas munkával kb. egy év múlva visszanyeri eredeti rangját. Sikeresen tud együtt dolgozni a hajó legénységével, így például a gépészekkel is, akik segítségével átalakítják az egyik kompot, mely képes a 10-es görbületi sebességre, és az első emberré válik, aki eléri a végtelen sebességet. Később hasznos tagja lesz annak a csapatnak is, mely a Delta kompot hozta létre, melyet speciálisan a Delta Kvadránsbeli környezethez terveztek.
Szabadidejében jó érzékkel készít a holofedélzeten különböző programokat, mint például a marseille-i Sandrine mását, a Fair Haven-nek nevezett ír várost, valamint az 1930-as években készített sci-fi filmsorozatból Proton kapitányt.
Paris nők iránti lelkesedése nem lankadt az évek során, de később a félig klingon B’Elanna Torresszel való kapcsolata mélyül el, és hamarosan össze is házasodnak. Amikor a Voyager átlép az Alfa kvadránsba, megszületik kislányuk Miral is.

## Könyvuniverzum
A Voyager regényekben az Alfa kvadránsba való hazatérés után Parist előterjesztették parancsnokhelyettesi rangra és végül Chakotay kapitány alatt a Voyager első tisztjévé vált.